# Castillo de Gardiki
El Castillo de Gardiki (en griego: Κάστρο Γαρδικίου) es un castillo bizantino del siglo XIII en la costa suroeste de Corfú y la única fortaleza medieval sobreviviente en la parte sur de esa isla de Grecia. Fue construida por un gobernante del Despotado de Epiro, y fue uno de los tres castillos que defendieron la isla antes de la era veneciana (1401-1797) . Los tres castillos forman un triángulo defensivo, con Gardiki protegiendo al sur de la isla , el castillo de Kassiopi el noreste y al noroeste el de Angelokastro.
El castillo data del siglo XIII y está situado en una colina baja cerca del pueblo de Agios Matthaios que está situado en un punto más alto. El gobernante responsable de la construcción del castillo no se conoce, pero se supone que fue construido ya sea por Miguel I Comneno o su hijo Miguel II Comneno , gobernantes de la Despotado de Epiro. Inmediatamente al sur del castillo se encuentra el lago Korissia que está separado del mar por una estrecha franja de tierra.